# Guan guyanský
Guan guyanský (Penelope marail) je druh hrabavého ptáka z čeledi hokovitých, který se vyskytuje se v Jižní Americe ve východní Venezuele, v Guyaně, Surinamu, Francouzské Guyaně a na severu Brazílie. Jedná se o plachého, poměrně běžně se vyskytujícího ptáka, který většinu času tráví vysoko v korunách stromů v hustých pralesích.

## Systematika
Druh poprvé popsal Statius Müller v roce 1776. Guan guanský tvoří dva poddruhy s následujícím rozšířením:
- P. m. jacupeba Spix, 1825 – jihovýchodní Venezuela, severní Brazílie
- P. m. marail (Müller, PLS, 1776) – východní Venezuela, Guyana, Surinam a Francouzská Guyana

Vybraná dobová zobrazení
Iconographia Zoologica, patrně mezi 1765–1783
Iconographia Zoologica, Paul Louis Oudart, někdy mezi 1825–1834
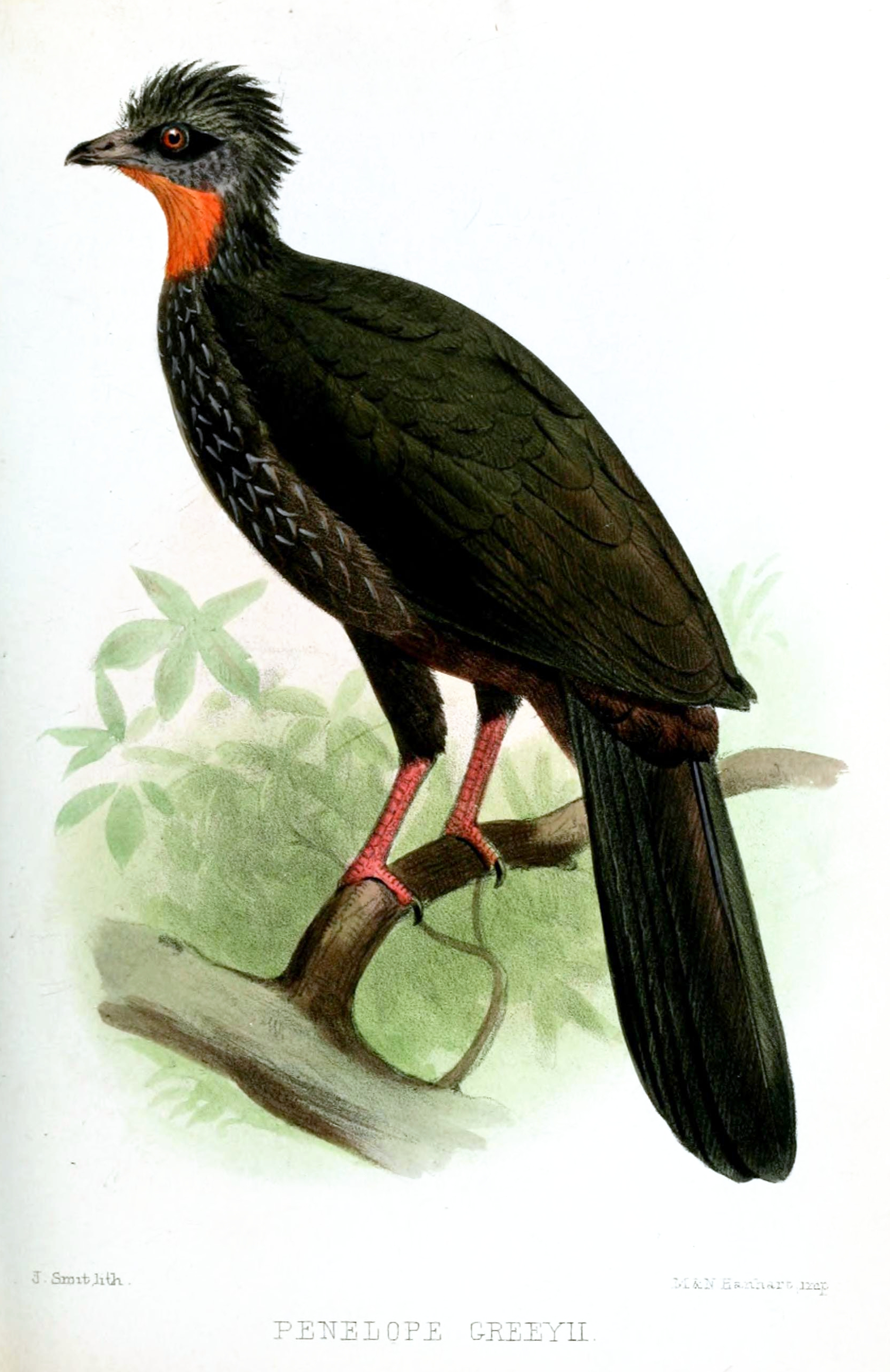
Joseph Smit, 1866

## Popis
Dorůstá délky 63–68 cm. Samci váží 770–1310 g, samice 770–1450 g. Opeření je na hřbetu, křídlech a střední části ocasu šedočerné s olivově zeleným odleskem. Vnější ocasní pery jsou modročerná. Krk a hruď jsou tmavé s bílými skvrnami, břicho je červenohnědé. Pod bradou se nachází výrazný rudý lalok. Subsp. jacupeba bývá o něco menší, světlejší a nahnědlejší než subsp. marail.

## Biologie
Guan guanský nejčastěji obývá původní tropické lesy, může se však vyskytovat i v druhotných lesích. Vyhledává nížinaté oblasti do nadmořské výšky 600 m n. m. Jedná se o stálé ptáky obývající teritoria o rozměrech od 2 do 9 hektarů. Doba rozmnožování závisí na lokaci, nejčastěji nastává od října do února, avšak v oblasti Brazílie může zasahovat i do dalších měsíců. Hnízda šálkovitého tvaru staví na stromech v místech rozvětvení. Klade nejčastěji 2–3 vejce. Živí se hlavně ovocem, v menší míře i hmyzem. Nejvíce času tráví vysoko v korunách stromů, kde i vyhledává potravu, i když občasně může i sestupovat na zem. Krmí se samostatně nebo ve skupinách do 6 jedinců. Vokální projev zahrnují hlasité zvuky připomínají štěkot haf haf haf, který lze nejčastěji slyšet za úsvitu a před setměním. Především za úsvitu je štěkot doprovázen vířivými zvuky způsobené máváním křídel.

## Populace
Celková velikost populace není známá, ale druh je ve svém areálu výskytu poměrně běžný. Populace guanů bude patrně na mírném, avšak stálém ústupu následkem úbytku vhodných stanovišť. Mezinárodní svaz ochrany přírody však druh i tak hodnotí jako málo dotčený.